# 工人阶级解放斗争协会

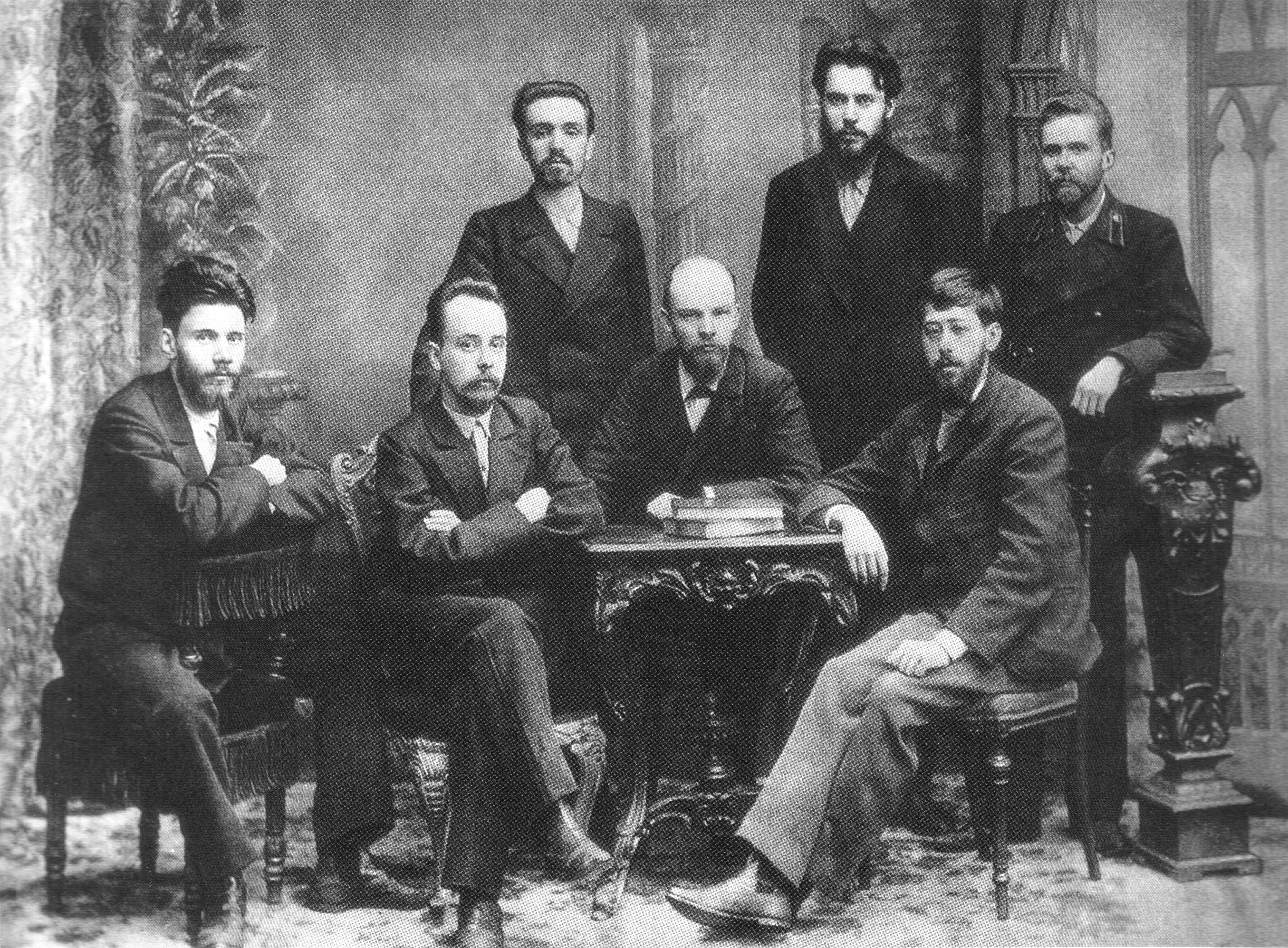
工人阶级解放斗争协会的主要成员

工人阶级解放斗争协会（俄语：Союз борьбы за освобождение рабочего класса）是俄罗斯帝国的一个马克思主义组织。1895年11月，该组织成立于圣彼得堡。创始人有弗拉基米尔·乌里扬诺夫（列宁）、尤里·马尔托夫、格列布·克尔日扎诺夫斯基等人。该组织由圣彼得堡的约20个马克思主义工人小组联合而成。协会的领导机构是中心小组，下设3个区小组，分管20至30个工人小组。协会的宗旨是：争取改善工人的劳动条件、缩短工作日和提高工资等。该组织的主要活动是在圣彼得堡的工人中散发社会主义传单，宣传马克思主义。
1895年12月，包括列宁在内的该组织6名成员被捕。列宁被捕后，在监狱继续指导协会的工作。1897年后，该组织的领导权落入“经济派”手中。1900年秋，该组织与圣彼得堡工人组织合并。直到1904年，“工人阶级解放斗争协会”这一名称仍被圣彼得堡的“伯恩施坦主义者”和“经济派”团体使用，这些团体试图将工人运动局限于纯粹的经济斗争，代表人物有康斯坦丁·塔赫塔廖夫、阿波利娜里娅·雅库波娃等。1904年，秘密政治组织解放联盟成立；最初，它在俄国22个城市联合起多个“解放派”团体。